# Zadar TV
Zadar TV je neprofitni proizvođač audiovizualnih i radijskih programa koji je formalno počeo djelovati u rujnu 2020. godine. Portal se ističe s mogućnosti Live Stream utakmica koje su vrlo popularne na području Zadarske županije te je jedini portal koji ima sve potrebne dokumente za obavljanje istog.

## Sportski događaji koje Zadar TV prenosio

### Nogomet
| Natjecanje              | Detalji              |
| ----------------------- | -------------------- |
| Futsal Zadar            | 4-5 utakmica po kolu |
| Futsal Čarolija         | sve utakmice         |
| HT Antonio Jurjević     | utakmice završnice   |
| Futsal Super Chicks     | domaće utakmice      |
| Futsal Week             | sve utakmice         |
| Veteranska liga         | utakmice završnice   |
| Završnica gradskih liga | izabrane utakmice    |

### Košarka
| Natjecanje              | Detalji            |
| ----------------------- | ------------------ |
| Zadarska ljetna liga    | sve utakmice       |
| KK Sonik Puntamika      | odabrane utakmice  |
| KK Jazine Arbanasi      | domaće utakmice    |
| Turnir Denis Špika      | utakmice završnice |
| KK Diadora              | domaće utakmice    |
| KKOI Zadar              | domaće utakmice    |
| Likar Krombacher        | odabrane utakmice  |
| Liga NLB wheel          | utakmice u Zadru   |
| Liga košarke u kolicima | utakmice u Zadru   |

### Vaterpolo
| Natjecanje | Detalji        |
| ---------- | -------------- |
| Val liga   | Turnir u Zadru |

### Rukomet
| Natjecanje    | Detalji         |
| ------------- | --------------- |
| RK Zadar 1945 | domaće utakmice |

### Ostalo
| Natjecanje         | Detalji   |
| ------------------ | --------- |
| Svjetski dan plesa | završnica |

## Društveno-politički program

### Politika
| Događanje                   | Detalji  |
| --------------------------- | -------- |
| Skupština Zadarske županije | sjednica |
| Vijeće Grada Zadra          | sjednica |

### Društvo
| Događanje           | Detalji           |
| ------------------- | ----------------- |
| Sveučilište u Zadru | Javna sociologija |

## Kultura
| Događanje    | Detalji                  |
| ------------ | ------------------------ |
| Trećeprostor | Muzej odbačenih predmeta |

## Vanjske poveznice
- Službene stranice
- Facebook
- Instagram
- Youtube
- TikTok
- Threads
- X
- Pinterest